# Saurauia pseudostrigillosa
Saurauia pseudostrigillosa är en tvåhjärtbladig växtart som beskrevs av Buscal. Saurauia pseudostrigillosa ingår i släktet Saurauia och familjen Actinidiaceae. Inga underarter finns listade i Catalogue of Life.